# Loimaa
Loimaa este un oraș din Finlanda.